# براينت نيلسون
براينت نيلسون (بالإنجليزية: Bryant Nelson) هو لاعب كرة قاعدة أمريكي، ولد في 27 يناير 1974 في كروسيت في الولايات المتحدة.

## وصلات خارجية
- براينت نيلسون على موقع الدوري الياباني لكرة القاعدة (الإنجليزية)
- براينت نيلسون على موقعبيزبول رفرنس.كوم (الدوري الرئيسي) (الإنجليزية)
- براينت نيلسون على موقعبيزبول رفرنس.كوم (الدوري الثانوي) (الإنجليزية)